# Dracula III : Legacy
Série Dracula
Dracula II : Ascension
(2003)
Pour plus de détails, voir Fiche technique et Distribution.
Dracula III : Legacy (Dracula III: Legacy) est un film d'épouvante-horreur américano-roumain réalisé par Patrick Lussier, sorti directement en vidéo en 2005.

## Fiche technique
Sauf indication contraire, les informations mentionnées dans cette section peuvent être confirmées par la base de données cinématographiques IMDb,  présente dans la section « Liens externes ».
- Titre original : Dracula III : Legacy
- Titre français : Dracula III : Legacy ou Dracula III : L'Héritage
- Réalisation : Patrick Lussier
- Scénario : Joel Soisson et Patrick Lussier
- Musique : Kevin Kliesch et Ceiri Torjussen
- Direction artistique : Serban Porupca
- Costumes : Oana Paunescu
- Photographie : Douglas Milsome
- Son : Dragos Stanomir, Todd Beckett
- Montage : Lisa Mozden
- Production : Joel Soisson et W.K. Border

Coproduction : Ron Schmidt
Production déléguée : Nick Phillips, Andrew Rona, Bob Weinstein et Harvey Weinstein
- Sociétés de production[1] : Castel Film Romania
  - Avec la participation de : Dimension Films
  - En association avec : Neo Art & Logic
- Sociétés de distribution[1] : 
  - États-Unis (sortie DVD) : Dimension Home Video, Echo Bridge Home Entertainment
- Budget : 3,2 millions de $ (estimation)[2]
- Pays d'origine :  États-Unis,  Roumanie
- Langue originale : anglais, quelques dialogues en roumain et français
- Format[3] : couleur - 35 mm - 2,35:1 (Cinémascope) - son Dolby Digital
- Genre : épouvante-horreur
- Durée : 86 minutes
- Dates de sortie[4] :
  - États-Unis : 12 juillet 2005 (sortie directement en vidéo)
  - France : 26 janvier 2006 (Festival international du film fantastique de Gérardmer)
- Classification[5] :
  -  États-Unis : Interdit aux moins de 17 ans (R – Restricted).

## Distinctions
Sauf indication contraire, les informations mentionnées dans cette section peuvent être confirmées par la base de données cinématographiques IMDb,  présente dans la section « Liens externes ».

### Nominations
- Prix Exclusivité DVD 2006 (DVD Exclusive Awards) :
  - Meilleurs effets visuels dans un film DVD Premiere pour Jamison Goei, Miramax et Walt Disney Studios Home Entertainment.